# Raghuram Rajan
Raghuram Govind Rajan (Bhopal, 3 febbraio 1963) è un economista indiano. Dal 4 settembre 2013 al 4 settembre 2016 è stato il 23º governatore della Banca Centrale Indiana.

## Biografia
Attualmente è presidente della Banca Centrale Indiana. È stato Eric J.t Gleacher Distinguished Service Professor of Finance alla Booth School of Business dell'Università di Chicago. Rajan, inoltre, dal 2008 è consigliere economico onorario del primo ministro indiano Manmohan Singh (nominato nel 2008.) In precedenza è stato economista del Fondo monetario internazionale e ha guidato un comitato incaricato dalla Planning Commission del FMI sul tema delle riforme finanziarie in India.

## Pubblicazioni
- Raghuram G. Rajan, Luigi Zingales, What Do We Know About Capital Structure? Some Evidence From International Data, in Journal of Finance, vol. 50, n. 5, 1995,  pp. 1421-1460.
- Raghuram Rajan, Luigi Zingales, Saving Capitalism From The Capitalists: Unleashing The Power Of Financial Markets To Create Wealth And Spread Opportunity, Princeton University Press, 2004.

## Saggi
- (con Luigi Zingales), Saving Capitalism from the Capitalists, Random House, New York, 2003
  - traduzione italiana: Salvare il capitalismo dai capitalisti, Einaudi, 2004 ISBN 978-88-06-16819-3 (brossura)
  - formato tascabile: Salvare il capitalismo dai capitalisti, Einaudi, 2008 ISBN 978-88-06-19151-1
- Fault Lines: How Hidden Fractures Still Threaten the World Economy, Princeton University Press, 2010. Premio 2010 Financial Times and Goldman Sachs Business Book of the Year.